# ピーター・グリルと賢者の時間
『ピーター・グリルと賢者の時間』（ピーター・グリルとけんじゃのじかん）は、檜山大輔による日本の漫画作品。『月刊アクション』（双葉社）にて、2017年10月号より2024年4月号まで連載。同誌の休刊に伴い、『webアクション』（同社）への移籍が発表、同年4月23日より連載再開。
亜人（異種族）が存在する異世界にて「地上最強の男」となったピーター・グリルを主人公としたストーリーが描かれる。ファンタジー漫画兼ギャグ漫画として制作されており、作中には別の漫画作品を中心としたパロディが多く盛り込まれている。また、オマージュやメタフィクション的なギャグも盛り込まれている。

## あらすじ
ピーター・グリルは武闘祭を勝ち抜き、ついに最強の称号を手に入れた。意中の相手であるルヴェリア・サンクトゥスとの関係もうまくいくと信じていたそのとき、彼の子種を狙う異種族の女たちから猛烈なアプローチを受けるようになる。グリルは意思の弱さから性交を繰り返し、その行為の後「賢者タイム」に陥るという悪循環に苛まれる。

## 登場人物

### 主人公
ピーター・グリル
声 - 下野紘
ヒューマン（人間）の男性で、第213回絢爛武闘祭で優勝し「地上最強の男」の称号を持つ戦士。元々恋人のルヴェリアに勝利を捧げ、共に属するヤケッパチ戦士ギルドの為に優勝するが、そこから彼の苦難(?)の道が始まる。
人並みには貞操観念も倫理道徳も持ち合わせており、気持ちの上ではルヴェリア一途だが誘惑に弱い上、ヒロインたちからまともに取り合ってもらえないため、次々と肉体関係を結ぶ相手が増えてしまっている。結果、行為が終わって正気を取り戻した時に自分の下劣な行いに自己嫌悪する状態＝賢者タイムになる事がお約束になっている。
ヒューマンの身でありながら亜人種を遥かに凌駕する身体能力と、熟練された剣技の腕前を持つ。その一方で精神的な強さは人並みであり、女がらみのトラブルに巻き込まれては生来の根性・口八丁・悪運で逆境を乗り越えていく。
ゴブコをゴブリン狩りに連れ去られた経緯からゴブリン狩りやゴブリンの殺処分には否定的であり、ゴブリンの問題に対して殺さずに解決する方法を模索する。

### ピーターを取り巻くヒロインたち
ルヴェリア・サンクトゥス
声 - 二ノ宮ゆい
ヒューマン（人間）の女性で、ギルド長の娘。また、ピーターの意中の相手であり一番最初に彼と恋人関係を築いた人物。
一見すると完璧な騎士だが、過保護な父の教育が原因で浮世離れした箱入り娘となっているため性に関する知識が欠如しており、子供を授かる事については「愛する男女が神に祈れば、コウノトリがキャベツ畑に届けてくれる」と誤った話を信じている。 ピーターとは手を繋ぐより先の関係には至ってない上、彼の不貞行為に気付いていない。その一方、好奇心旺盛で行動力があるので時に思いもかけない行動に出る。ピーターとの仲を認めてくれない父に反発心を持っており、その行動はギルド長を煽り、ひいてはピーターの受難のタネになっている。
ミミ・アルパカス
声 - 竹達彩奈
オーガたちの国家・オグルスタンの第二王女で、リサの妹にあたる。ピーターを「先輩」と呼び慕う一方、強い子どもを授かるため、ピーターに迫り関係を持つ。
非常に前向きで明るく、如何なる最悪の状況でも笑って済ませる豪胆な性格をしている。ピーターからは「脳筋のおバカキャラ」だと思われているが地頭は悪くなく、ゴブリンの生態などの長々しい説明をたった一言に要約して切って捨てるなど、かなり身も蓋もない本質を突いた発言をする。
酒に酔うと泣き上戸になる。
リサ・アルパカス
声 - 山村響
オーガたちの国家・オグルスタンの第一王女で、ミミの姉にあたる。したたかな性格の持ち主。
オグルスタンが誇る屈強なオーガの戦士たちを単騎で全滅させるほどの超人的な戦力を持つ。それ故に同じオーガには自分に釣り合う男がいないと故郷を出奔した際、自分を超える男であるピーターを見初めて以来、強い子どもを求めて彼に近づく。ピーターの前では「子種だけが目的」「懐妊したら姿を消す」などと言い、彼にとって「都合のいい女」を演じている節があるが、ピーターの性格も思考も熟知した上の言動であり、彼の思考を巧みに誘導してルヴェリアを諦めさせようとするなど狡猾な本性を垣間見せている。
ビーガン・エルドリエル
声 - 上原あかり
ハイエルフの女性。ある事情により、エルフ族の親善大使を「自称」している。名前通りのベジタリアン。
極めて傲慢で自己中心的かつ猜疑心が強い一方、根はお人好しな性格をしている。妹との喧嘩の際に起こした事件により実家が没落したため険悪な関係にあったが、里での確執を経て若干妹と歩み寄った。
ピグリット・パンチェッタ
声 - 千本木彩花
オークの少女。ヒューマン（人間）の美的価値観では美少女然の人物だが、オーク族の美的価値観では醜女と見なされていた女子。
前述の同族の価値観により同族に虐げられていたトラウマから当初卑屈な性格をしていたが、ピーターと関係を持った後に自信をつけてオークの国への復讐を誓う。ピーターが所属するギルドに入部した後も低姿勢な言動を見せるがその分心のうちにストレスを鬱積させており、ピーターもドン引きするような腹黒さを垣間見せることがある。根は温厚かつ家庭的な性格をしており、家事全般（特に料理）が得意分野となっている。
ゴブコ・ンギエール
声 - 佐々木未来
ボブゴブリンの少女。数奇なゴブ生をたどった人物。
幼少期に棄てられていたところをピーターとルーシーに拾われ、三人で生活していたがゴブリン狩りに遭ってピーターたちと引き離されてしまう。紆余曲折の末に同族のゴブリンに保護され、彼らの殺伐とした世界で過ごすうちにやさぐれてしまった。その後、同族のンガポポとズババロと3人で「地獄の三連星」のリーダーをしていたところ、ピーターと再会したことで人間と共存していたころの記憶を取り戻した事で気のいいお姉ちゃんになった。
記憶が戻った後、ゴブリンを裏切ってピーターに味方したためゴブリンの集団を追放され、その後はピーターの家に「家族」として過ごしている。
誰よりも「家族」に拘ってるためハーレムメンバーに対しても家族が増えたとして好意的にとらえている。
ミスリム・ネザーランド
声 - 井澤詩織
ドワーフの女性技術者。子どもじみた見た目をしているが、実年齢は32歳である。
ことあるごとに「絶対に働かない」と宣言するが、あくまでも義務で働くのが嫌なだけで、自分の好きな事、趣味に関しては労苦を惜しまない。このため、用途が分からない発明品がいくつもある。他のハーレムメンバーと違いピーターの子種や種族の繁栄のためではなく、ただ「一生養ってもらう」ためだけに近づいただけであり性行為はあまり好きではない。
フルタリア・エルドリエル
声 - 優木かな
ハイエルフの女性で、ビーガンの妹。ある事情により、姉への仕返しと人生一発逆転を夢見てピーターの子種を狙っている。
姉が起こした事件により実家が没落したため険悪な関係にあったが、里での確執を経て若干姉と歩み寄った。
メンマ
ドラゴンの女性で、チャイナ口調の半竜人。正体は聖アスパラ教団が信仰していた「暴食の竜」。
ある出来事によりピーターと関係を持ち、聖アスパラ教団の騒動を引き起こした。
ティグラ・ポンテライオン
白虎（バイフー）族の女性。最強流剣術総師範で、ピーターとルーシーの師匠。
その昔、幼少期のグリル兄妹が近所にあった最強流道場に入門して剣術の基礎を教わった縁があり、何かと面倒を見てもらった恩があるので頭が上がらない。ピーターの剣術と口八丁は彼女から受け継いだものである。
指導力は高いものの本人には剣術の才能がないため、道場破りに遭ってしまい復興を目指してピーターに泣きついてくる。

### ヒューマン（人間）の関係者
ティム・ロビンソン
声 - 浅水健太朗
ピーターのよき理解者かつ親友。体のいい解説役。
アルバトロス・サンクトゥス / ギルド長
声 - 菅生隆之
ルヴェリアの実父にしてヤケッパチ戦士ギルドの長。
娘への愛情は深いが、完全に度が過ぎるレベルの親馬鹿であり、既に20代となっている彼女に対し、まともな性教育すら教えようとしておらず、結果的に彼女が世間知らずな性格に育ってしまっている。また、非常に自己中心的で傲慢でもあり、他種族に対して力を笠に着た不平等な条約を押し付け金づる扱いし、筋の通らない行いに反対を示すルヴェリアの言葉にも聞く耳を持たない等、元から人間として善良とは言い難い下劣な品性の持ち主。
娘と交際関係を築いたピーターに激しい敵愾心を向けており、彼が「地上最強」にまで上り詰める程の実力者に上り詰める程の実績を見せたにも拘らず、本心では娘との交際を認めようとしないどころか彼を破滅に追い込んだ上で抹殺しようとあの手この手といった悪辣な策略を仕掛けている。その卑劣極まりないやり口に関しては補佐役のグッドマンも難色を示し、自身の本心を見抜いているルヴェリアからも半ば愛想を尽かされつつあった程で、結果的に自らの行いが原因でピーターが新たな浮気相手と出会ってしまう原因となっている。
ジョン・グッドマン
声 - 成澤卓
ギルド長の補佐役で、ヤケッパチ戦士ギルドの中では良識的な性格をしている。
ミッチー・ペリグリム
声 - 太田彩華
ヤケッパチ戦士ギルドの受付を務める女性。
ルーシー・グリル
声 - 木下鈴奈
ピーターの妹。「地上最強の妹」に相応しい実力者で、昔は多少の可愛げもあったが、過去のトラウマなどにより精神的に不安定であり、一度怒ると手がつけられないレベルにまで暴れる狂人と化してしまう悪癖を持つ。この為、兄のピーターには気さくに話しかけるも、一度キレたら彼に対しても容赦無く危害を加える為、本人からは関わる事自体を避けられる事になっている。

### 異種族の関係者
アントニオ・スパルタコス
声 - 三宅健太
大柄なオーガの男性で、オグルスタン戦士団団長。リサの幼馴染であり、幼少期から一途に彼女を慕っていたが実力の差からリサに疎まれていた。健気に武錬を積み続けてきた影響で禁欲生活が長く、女体に慣れていないために敵が女性だと力を発揮できない。それ故に雌ゴブリンにすら不覚を取って襲われてしまう等、弱体化が進む有様となっている。
ベイブ・ローストポーク
声 - 茶風林
オークの国の男性貴族。
ンガポポ・ウポポタマス
声 - 青柳みさと
ボブゴブリンの女性で「地獄の三連星」のメンバーを勤めていた1人。「時雨茶臼の申し子」の異名を持つ。ゴブコとは仲間として互いに敬意を持っていたが、彼女が人間に育てられたゴブリンであることを快く思っていなかった。
ズババロ・ダダドムゥ
声 - 山口由規乃
ボブゴブリンの女性で「地獄の三連星」のメンバーを勤めていた1人。猫好き。ゴブコを「アネゴ」と呼び慕っていたが、ンガポポ同様、ゴブコが人間に育てられたゴブリンであることを快く思っていなかった。
ウンダバ・ズドゲラデイン
声 - 青木和代
ボブゴブリンの女性で、ゴブリン族の女王。ゴブリン狩りから辛うじて逃げ延びたゴブコの育ての親でもある。

## 書誌情報
- 檜山大輔『ピーター・グリルと賢者の時間』双葉社〈アクションコミックス〉、全15巻
  1. 2018年1月12日発売[6]、ISBN 978-4-575-85094-9
  2. 2018年7月12日発売[7]、ISBN 978-4-575-85183-0
  3. 2019年1月12日発売[8]、ISBN 978-4-575-85256-1
  4. 2019年7月12日発売[9]、ISBN 978-4-575-85330-8
  5. 2020年1月10日発売[10]、ISBN 978-4-575-85404-6
  6. 2020年6月12日発売[11]、ISBN 978-4-575-85458-9
  7. 2020年11月12日発売[12]、ISBN 978-4-575-85523-4
  8. 2021年5月12日発売[13]、ISBN 978-4-575-85578-4
  9. 2021年11月11日発売[14]、ISBN 978-4-575-85655-2
  10. 2022年5月12日発売[15]、ISBN 978-4-575-85716-0
  11. 2022年9月12日発売[16]、ISBN 978-4-575-85716-0
  12. 2023年3月9日発売[17]、ISBN 978-4-575-85820-4
  13. 2023年11月9日発売[18]、ISBN 978-4-575-85908-9
  14. 2024年4月11日発売[19]、ISBN 978-4-575-85959-1
  15. 2024年10月10日発売[20]、ISBN 978-4-575-86016-0

## テレビアニメ
2020年7月から9月までTOKYO MXほかにて15分枠で放送された。アニメーション制作会社ウルフズベインの初制作元請作品である。地上波では通常版、一部配信サイトでは性表現の規制を緩和した「大賢者ver.」、AT-Xでは年齢制限付きの「超賢者ver.」がそれぞれ放送・配信された。
2021年11月には第2期の製作が発表された。『ピーター・グリルと賢者の時間 Super Extra』のタイトルで、2022年10月から12月まで同局で放送された。表現規制別のバージョンについては第1期と同様。

### キャスティング
ルヴェリア役の二ノ宮ゆいは、もともと黒髪ロングのキャラクターを演じたかったため、ルヴェリア役に選ばれたときはそのことを意識したと超!アニメディアとのインタビューの中で振り返っている。
演技に当たっては、「柔らかく、華麗に。そして堂々と」という指示を受けたと二ノ宮は明かしている。

### スタッフ
|                               | 第1期                                       | 第2期                                         |
| ----------------------------- | ------------------------------------------- | --------------------------------------------- |
| 原作                          | 檜山大輔                                    | 檜山大輔                                      |
| 監督・ 総作画監督（第2期）    | 辰美                                        | 辰美                                          |
| シリーズ構成                  | 毛利のら                                    | 毛利のら                                      |
| キャラクターデザイン          | 石毛るい                                    | かわらじまコウ                                |
| 美術監督                      | 宮前光春                                    | 倉田憲一                                      |
| 色彩設計                      | 高木凜                                      | キムミンソク                                  |
| 撮影監督                      | 鶴舞萌人                                    | 堀川和人                                      |
| 編集                          | 新海コウキ                                  | 柳圭介                                        |
| 音楽プロデュース              | 藍沢亮                                      | -                                             |
| 音響監督                      | 阿部信行                                    | 阿部信行                                      |
| 音楽                          | MUSIC PLANET                                | shusei                                        |
| プロデューサー                | 伊藤すみれ、石井正記、西山弘志              | 伊藤すみれ、石井正記、西山弘志                |
| プロデューサー                | 永澤和弘、岩谷能宣、臼倉竜太郎              | 尾﨑穂乃香、浅井克己 大友優衣子、大森慎司     |
| アニメーション プロデューサー | -                                           | 本川耕平、岩谷能宣                            |
| アニメーション制作            | ウルフズベイン                              | ウルフズベイン                                |
| アニメーション制作            | -                                           | アニメーションスタジオ・セブン                |
| 製作                          | 「ピーター・グリルと賢者の時間」 製作委員会 | 「ピーター・グリルと賢者の時間SE」 製作委員会 |

### 主題歌
「つらぬいて憂鬱」
ニノミヤユイによる第1期オープニングテーマ。作詞はhotaru、作曲はTom-H@ck、編曲はTom-H@ckとKanadeYUK。
「ヨリドコロ」
Hilcrhymeによる第1期エンディングテーマ。作詞はTOC、作曲はTOCとBr'z、編曲はBr'z。
「Ti amo」
Shusei's Projectによる第1期挿入歌。作詞・作曲・編曲はShusei、ボーカルは雅絢恵、ヴァイオリンは藤本美樹。
「暮れなずむ約束」
ヰ世界情緒による第2期オープニングテーマ。作詞・作曲・編曲は香椎モイミ。
「コイゴコロ」
Hilcrhymeによる第2期エンディングテーマ。作詞はTOC、作曲はTOCとBr'z、編曲はBr'z。
メンバーのTOCは、「ヨリドコロ」のアンサーソングであり、ルヴェリアからピーターへのメッセージであると説明している。

### 各話リスト
| 話数   | サブタイトル                                   | 脚本     | 絵コンテ | 演出              | 作画監督                                | 初放送日        |       |       |       |       |       |       |       |       |       |       |       |       |       |       |       |       |       |       |
| 第1期  | 第1期                                          | 第1期    | 第1期    | 第1期             | 第1期                                   | 第1期           | 第1期 | 第1期 | 第1期 | 第1期 | 第1期 | 第1期 | 第1期 | 第1期 | 第1期 | 第1期 | 第1期 | 第1期 | 第1期 | 第1期 | 第1期 | 第1期 | 第1期 | 第1期 |
| ------ | ---------------------------------------------- | -------- | -------- | ----------------- | --------------------------------------- | --------------- | ----- | ----- | ----- | ----- | ----- | ----- | ----- | ----- | ----- | ----- | ----- | ----- | ----- | ----- | ----- | ----- | ----- | ----- |
| 第1話  | ピーター・グリルとオーガの姉妹                 | 毛利のら | 辰美     | 辰美              | 山根あおい 辻司 LAZZ 眠太 平山友理      | 2020年 7月11日  |       |       |       |       |       |       |       |       |       |       |       |       |       |       |       |       |       |       |
| 第2話  | ピーター・グリルと未来の義父                   | 毛利のら | 辰美     | 作石敏幸          | 呀龍                                    | 7月18日         |       |       |       |       |       |       |       |       |       |       |       |       |       |       |       |       |       |       |
| 第3話  | ピーター・グリルとエルフの関係                 | 毛利のら | 吉川博明 | 小林寿徳          | 竹内昭                                  | 7月25日         |       |       |       |       |       |       |       |       |       |       |       |       |       |       |       |       |       |       |
| 第4話  | ピーター・グリルと入浴の作法                   | 毛利のら | 吉川博明 | 小林寿徳          | 飯飼一幸                                | 8月1日          |       |       |       |       |       |       |       |       |       |       |       |       |       |       |       |       |       |       |
| 第5話  | ピーター・グリルとオークの縁談                 | 毛利のら | 辰美     | 神原敏昭          | 呀龍                                    | 8月8日          |       |       |       |       |       |       |       |       |       |       |       |       |       |       |       |       |       |       |
| 第6話  | ピーター・グリルとオークの覚醒                 | 毛利のら | 辰美     | 神原敏昭          | 呀龍                                    | 8月15日         |       |       |       |       |       |       |       |       |       |       |       |       |       |       |       |       |       |       |
| 第7話  | ピーター・グリルと因縁の戦い                   | 毛利のら | 辰美     | 木村寛            | 浅賀谷南海                              | 8月22日         |       |       |       |       |       |       |       |       |       |       |       |       |       |       |       |       |       |       |
| 第8話  | ピーター・グリルと秘密の条約                   | 毛利のら | 辰美     | 作石敏幸          | 浅賀谷南海                              | 8月29日         |       |       |       |       |       |       |       |       |       |       |       |       |       |       |       |       |       |       |
| 第9話  | ピーター・グリルと条約の行方                   | 毛利のら | 辰美     | 小林寿徳          | 浅賀谷南海 竹内一将 菊地しゅんすけ 呀龍 | 9月5日          |       |       |       |       |       |       |       |       |       |       |       |       |       |       |       |       |       |       |
| 第10話 | ピーター・グリルと怒りのメガトンアックス       | 毛利のら | 吉川博明 | 友田政晴          | 石神井之助 ヘバラギ                     | 9月12日         |       |       |       |       |       |       |       |       |       |       |       |       |       |       |       |       |       |       |
| 第11話 | ピーター・グリルと決闘の心得                   | 毛利のら | 吉川博明 | 友田政晴 小林寿徳 | 竹内昭 石神井之助                       | 9月19日         |       |       |       |       |       |       |       |       |       |       |       |       |       |       |       |       |       |       |
| 第12話 | ピーター・グリルと愛を叫んだ戦鬼               | 毛利のら | 辰美     | 神原敏昭 小林寿徳 | 浅賀谷南海 呀龍                         | 9月26日         |       |       |       |       |       |       |       |       |       |       |       |       |       |       |       |       |       |       |
| 第2期  |                                                |          |          |                   |                                         |                 |       |       |       |       |       |       |       |       |       |       |       |       |       |       |       |       |       |       |
| 第1話  | ピーター・グリルと小鬼の黙示録                 | 毛利のら | 辰美     | 神原敏昭          | 沈茜 章雄                               | 2022年 10月10日 |       |       |       |       |       |       |       |       |       |       |       |       |       |       |       |       |       |       |
| 第2話  | ピーター・グリルとゴブリンの恩返し             | 香椎葉平 | 辰美     | 神原敏昭          | 沈茜 章雄                               | 10月17日        |       |       |       |       |       |       |       |       |       |       |       |       |       |       |       |       |       |       |
| 第3話  | ピーター・グリルとたったひとつの冴えたやり方   | 毛利のら | 辰美     | 辰美              | 沈茜 章雄                               | 10月24日        |       |       |       |       |       |       |       |       |       |       |       |       |       |       |       |       |       |       |
| 第4話  | ピーター・グリルと最強の妹                     | 毛利のら | 辰美     | 辰美              | 沈茜 章雄                               | 10月31日        |       |       |       |       |       |       |       |       |       |       |       |       |       |       |       |       |       |       |
| 第5話  | ピーター・グリルと家族の絆                     | 毛利のら | 辰美     | 辰美              | 沈茜 章雄                               | 11月7日         |       |       |       |       |       |       |       |       |       |       |       |       |       |       |       |       |       |       |
| 第6話  | ピーター・グリルとエンジョイ・ザ・スパリゾート | 香椎葉平 | 吉川博明 | 吉川博明          | 田中淳次                                | 11月14日        |       |       |       |       |       |       |       |       |       |       |       |       |       |       |       |       |       |       |
| 第7話  | ピーター・グリルと堕ちた名家                   | 香椎葉平 | 吉川博明 | 小林寿徳          | 章雄 沈茜 刘军                          | 11月21日        |       |       |       |       |       |       |       |       |       |       |       |       |       |       |       |       |       |       |
| 第8話  | ピーター・グリルと姉妹の確執                   | 香椎葉平 | 吉川博明 | 小林寿徳          | 章雄 沈茜 刘军                          | 11月28日        |       |       |       |       |       |       |       |       |       |       |       |       |       |       |       |       |       |       |
| 第9話  | ピーター・グリルと謝罪の極意                   | 香椎葉平 | 吉川博明 | 小林寿徳          | 章雄 沈茜 刘军                          | 12月5日         |       |       |       |       |       |       |       |       |       |       |       |       |       |       |       |       |       |       |
| 第10話 | ピーター・グリルとドワーフの盟約               | 毛利のら | 辰美     | 神原敏昭          | 章雄 沈茜 刘军                          | 12月12日        |       |       |       |       |       |       |       |       |       |       |       |       |       |       |       |       |       |       |
| 第11話 | ピーター・グリルと絶対に出られない部屋         | 毛利のら | 吉川博明 | 神原敏昭          | 田中淳次 水谷剛徳                       | 12月19日        |       |       |       |       |       |       |       |       |       |       |       |       |       |       |       |       |       |       |
| 第12話 | ピーター・グリルと未来への遺産                 | 毛利のら | 辰美     | 小林寿徳          | 田中淳次 水谷剛徳 章雄 沈茜 刘军        | 12月26日        |       |       |       |       |       |       |       |       |       |       |       |       |       |       |       |       |       |       |

### 放送局
| 放送期間                | 放送時間                     | 放送局       | 対象地域 | 備考                                              |
| ----------------------- | ---------------------------- | ------------ | -------- | ------------------------------------------------- |
| 2020年7月11日 - 9月26日 | 土曜 1:35 - 1:50（金曜深夜） | TOKYO MX     | 東京都   |                                                   |
| 2020年7月12日 - 9月27日 | 日曜 0:30 - 0:45（土曜深夜） | AT-X         | 日本全国 | 超賢者ver. / CS放送 / R15+指定 / リピート放送あり |
| 2020年7月14日 - 9月29日 | 火曜 0:30 - 0:45（月曜深夜） | とちぎテレビ | 栃木県   | 作者の出身地                                      |

| 配信開始日    | 配信時間                   | 配信サイト | 備考                      |
| ------------- | -------------------------- | --- | ------------------------- |
| 2020年7月11日 | 土曜 1:35（金曜深夜） 更新 | dアニメストア | 6日遅れで大賢者ver.を配信 |
| 2020年7月16日 | 木曜 0:00（水曜深夜） 更新 | J:COMオンデマンド みるプラス TELASA Amazon Prime Video U-NEXT AbemaTV ひかりTV ニコニコ生放送 ニコニコチャンネル ビデオマーケット DMM.com バンダイチャンネル | 6日遅れで大賢者ver.を配信 |
|               |                            | auスマートパスプレミアム FOD GYAO!ストア Rakuten TV Google Play クランクイン!ビデオ HAPPY!動画                                                               | 通常ver.のみ配信          |
|               |                            | TSUTAYA TV | 大賢者ver.のみ配信        |

| 放送期間                  | 放送時間                     | 放送局   | 対象地域 | 備考                                              |
| ------------------------- | ---------------------------- | -------- | -------- | ------------------------------------------------- |
| 2022年10月10日 - 12月26日 | 月曜 1:15 - 1:30（日曜深夜） | TOKYO MX | 東京都   |                                                   |
| 2022年10月11日 - 12月27日 | 火曜 23:15 - 23:30           | AT-X     | 日本全国 | 超賢者ver. / CS放送 / R15+指定 / リピート放送あり |
| 2022年10月12日 - 12月28日 | 水曜 0:45 - 1:00（火曜深夜） | BSフジ   | 日本全国 | 製作参加 / BS/BS4K放送 / 『アニメギルド』枠       |

### BD / DVD
| 巻 | 発売日         | 収録話         | 規格品番  | 規格品番  |
| 巻 | 発売日         | 収録話         | BD        | DVD       |
| -- | -------------- | -------------- | --------- | --------- |
| 1  | 2020年8月28日  | 第1話 - 第4話  | MP-BD0009 | MP-DV0006 |
| 2  | 2020年9月25日  | 第5話 - 第8話  | MP-BD0010 | MP-DV0007 |
| 3  | 2020年10月30日 | 第9話 - 第12話 | MP-BD0011 | MP-DV0008 |

| 巻 | 発売日        | 収録話         | 規格品番  |
| 巻 | 発売日        | 収録話         | BD        |
| -- | ------------- | -------------- | --------- |
| 1  | 2023年1月13日 | 第1話 - 第4話  | MP-BD0017 |
| 2  | 2023年2月10日 | 第5話 - 第8話  | MP-BD0018 |
| 3  | 2023年3月10日 | 第9話 - 第12話 | MP-BD0019 |

### ゲーム
CTWが「G123」にてHTML5ゲーム『ピーター・グリルと賢者の時間 貞操の守り人』の配信を開始した。日本語・英語・中国語（繁体字）の3言語に対応しており、2022年10月15日より全世界で同時に配信。2023年11月30日にサービス終了。
前述と同じプラットフォームにて『ピーター・グリルと賢者の時間 貞操の守り人2』が2024年3月7日から配信中。